# ダニエル・オショーネシー
ダニエル・オショーネシー（Daniel O'Shaughnessy 、1994年9月14日 - ）は、フィンランド・リーヒマキ出身の同国代表プロサッカー選手。カールスルーエSC所属。ポジションはDF。

## 経歴

### クラブ
2009年初頭に兄とともにHJKヘルシンキのアカデミーに入団。翌年、カッコネンに所属するセカンドチームのクルビ04で23試合出場2得点の成績を残した。2011年シーズン終了後、イギリスに渡航しリヴァプールFC、マンチェスター・ユナイテッドFC、サンダーランドAFC、セルティックFCのトライアルに参加した。
2012年1月、フランス・リーグ・ドゥのFCメスと2年半契約を結んだ。2013–14シーズンはフランス全国選手権3・グループCに所属するセカンドチームで17試合に出場し、優勝に貢献した。しかしトップチームでの出場機会は無く、2013–14シーズン終了後に退団した。
2014年7月、EFLチャンピオンシップに昇格したブレントフォードFCのトライアルに参加。8月1日にクラブと正式に契約を結んだ。しかし出場機会の確保に苦しみ、ブレントリー・タウンFC、FCミッティランへの期限付き移籍を経て、2016年5月にクラブを退団した。
2016年7月12日、EFLリーグ2のチェルトナム・タウンFCに加入。
2018年1月2日、古巣HJKヘルシンキに延長オプション付きの2年契約で復帰した。
2021年8月30日、12月1日にカールスルーエSCに移籍することが発表された。

### 代表
父親がゴールウェイ出身のアイルランド人のため、アイルランド代表でプレーする権利も有しているが、ユース年代から一貫してフィンランド代表でプレーしている。
2015年6月にフル代表初招集。2016年1月10日、アブダビで開催されたスウェーデン代表とのフレンドリーマッチでフル代表デビューを果たした。
2021年6月、UEFA EURO 2020参加メンバーに選出された。同大会では全3試合にスタメン出場したが、チームはグループステージ敗退に終わった。

## タイトル

### クラブ
クルビ04
- カッコネン グループA: 2011[14]

メスB
- フランス全国選手権3グループC: 2013–14

HJKヘルシンキ
- ヴェイッカウスリーガ: 2018, 2020
- フィンランド・カップ: 2020[15]